# Substitutionsgrad
| Substitutionsgrad                      | Primär | Sekundär | Tertiär | Quartär        |
| -------------------------------------- | ------ | -------- | ------- | -------------- |
| C-Atom organischer Verbindungen        |        |          |         |                |
| Alkohole                               |        |          |         | nicht existent |
| Amine                                  |        |          |         |                |
| Phosphine                              |        |          |         |                |
| Carbonsäureamide (nicht IUPAC-konform) |        |          |         | nicht existent |

Der Substitutionsgrad bezeichnet in der organischen Chemie die Anzahl an Alkyl- oder Aryl-Gruppen an einem bestimmten Atom. Die IUPAC definiert den Substitutionsgrad als Anzahl der Wasserstoffatome, die an einem Atom durch Kohlenwasserstoffe ersetzt wurden. Im Gegensatz zum Substitutionsgrad umfasst die Bindungsordnung die Anzahl auch von anderen Gruppen.

## Eigenschaften

### Substitution an Atomen
Die Alkyl- oder Arylgruppen werden als Substituenten eines Atoms bezeichnet. Ein Atom mit einem solchen Substituenten ist primär, eines mit zwei Substituenten ist sekundär, eines mit drei Substituenten ist tertiär und eines mit vier Substituenten ist quartär. Mit dem Substitutionsgrad mit Aryl- oder Alkylgruppen nimmt der induktive Effekt des jeweiligen Atoms zu. Bei Atomen mit einem freien Elektronenpaar wie Stickstoff nimmt die Basizität mit dem Substitutionsgrad zu.

### Substitution bei Polymeren

Substitutionsgrad (degree of substitution, DS) eines Polysaccharids, am Beispiel der Substitution einer Glucopyranose-Einheit

Die Bezeichnung wird auch auf Moleküle angewandt, z. B. der Substitutionsgrad an Wiederholungseinheiten von Polymeren. Die Anzahl wird dabei allerdings mit einfach, zweifach, dreifach usw. beschrieben. Der Substitutionsgrad (DS) eines Polymers ist die durchschnittliche Anzahl von Substituenten, die pro Basiseinheit oder pro Monomereneinheit gebunden sind. Der Begriff wird vor allem in der Cellulosechemie verwendet.

## Anwendungen
Bei Alkoholen wurde der Substitutionsgrad mit der Lucas-Probe bestimmt.